# GP-25
O GP-25 Kostyor ("Fogueira"), GP-30 Obuvka ("Sapato") e GP-34 são lançadores de granadas russos de 40mm para a série AK de fuzis de assalto. A sigla GP significa Granatomyot Podstvolnyj, "lança-granadas" em russo, e foi adotado pelas forças soviéticas em 1978. Eles foram observados pela primeira vez pelo ocidente em 1984, durante a Guerra do Afeganistão.

## Desenvolvimento

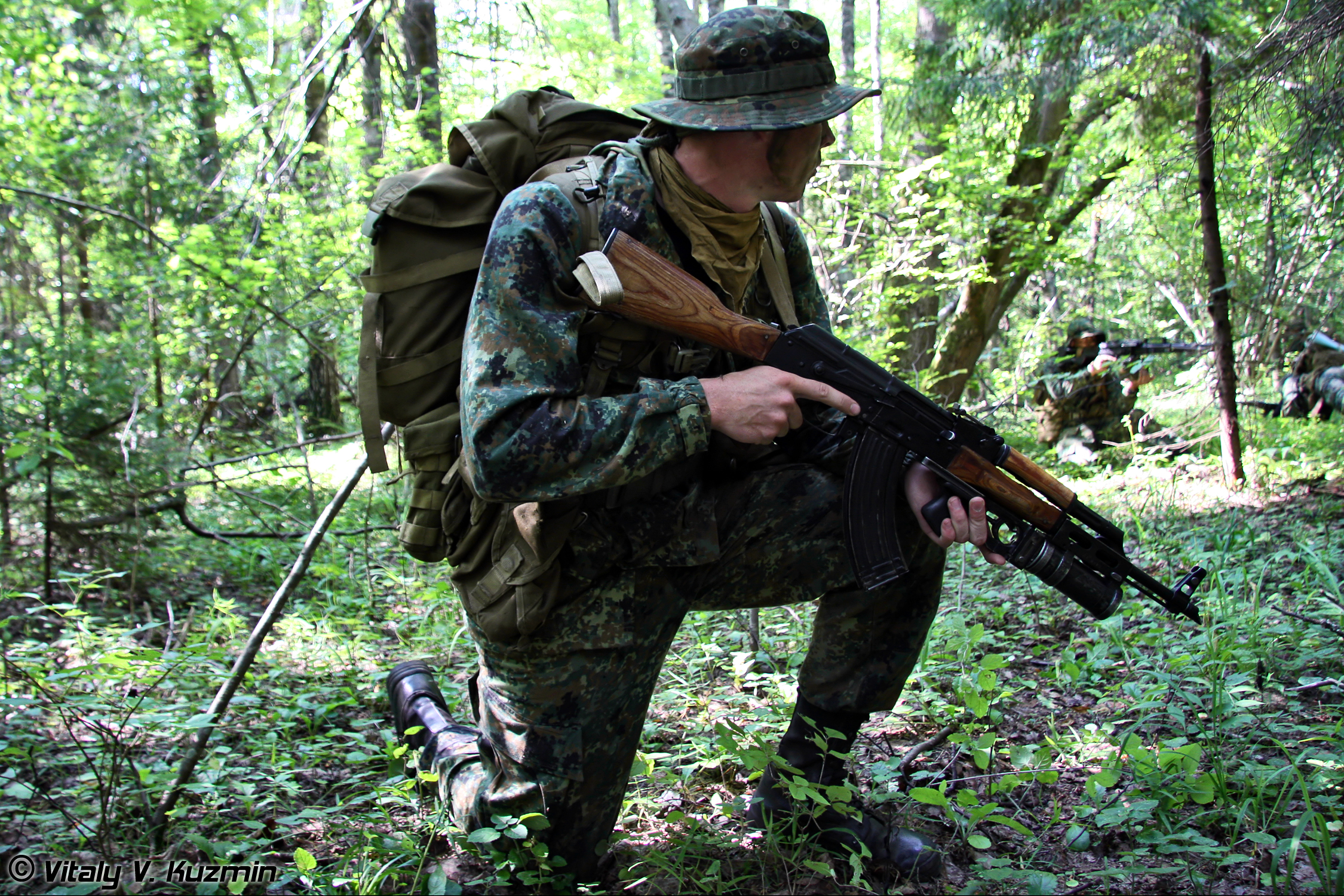
Spetsnaz com lança-granadas GP sob um fuzil AK-47, 45ª Brigada Spetsnaz.

Un AK-74 équipé d'une réplique airsoft du lance-grenades GP-25.O desenvolvimento de um lança-granadas para o fuzil de assalto AKM começou em 1966 no Departamento Central de Desenvolvimento e Pesquisa de Armas Esportivas e de Caça. O desenvolvimento continuou na década de 1970 e, em 1978, foi aceito em serviço. A versão inicial foi designada como BG-15 Mukha ("Mosca"), e foi montada sob o cano do fuzil de assalto AK-74. A principal versão de produção, o GP-25, possui um sistema de visada diferente. O GP-30 foi tornado mais leve e o sistema de visada foi redesenhado e movido para a direita.
Os lança-granadas GP são semelhantes em aparência e disparam a mesma munição de calibre 40mm russo, e usam o mesmo sistema de alta e baixa pressão desenvolvido pela Alemanha Nazista no final da Segunda Guerra Mundial para manter as forças de recuo baixas sem um foguete ou outro tipo de arma sem recuo. No topo do cano há um equipamento de montagem para prender a arma sob o cano de um fuzil, de onde foi projetado para ser disparado. O cano GP tem uma vida útil de cerca de 400 tiros.
O GP-30 entrou em serviço pela primeira vez em 1989, e destina-se ao uso com a série AK-100 de fuzis de assalto. O GP-30M é um lança-granadas de modelo simplificado, consistindo em um cano raiado mais curto de 40mm na frente de um mecanismo de gatilho básico com o mínimo de aderência manual.
A versão atual feita pela Izhmash, a GP-34, foi projetado para ser um modelo de serviço universal que pode ser instalado nos fuzis da família Kalashnikov; e possui um sistema de mira redesenhado localizado no lado direito da arma e apresenta as seguintes vantagens:
- Confiabilidade: Ele é projetado e testado especificamente para os fuzis de assalto Kalashnikov, ajusta-se a esses fuzis diretamente sem quaisquer adaptadores ou desmontagem do guarda-mão.[2]
- Segurança aprimorada: o desenho evita que uma granada se mova dentro do cano ou caia dele, mesmo que o cano esteja apontado para baixo. O GP-34 possui um mecanismo adicional (alavanca de segurança do percutor) para melhorar a segurança durante o carregamento.[2]

### Exemplares

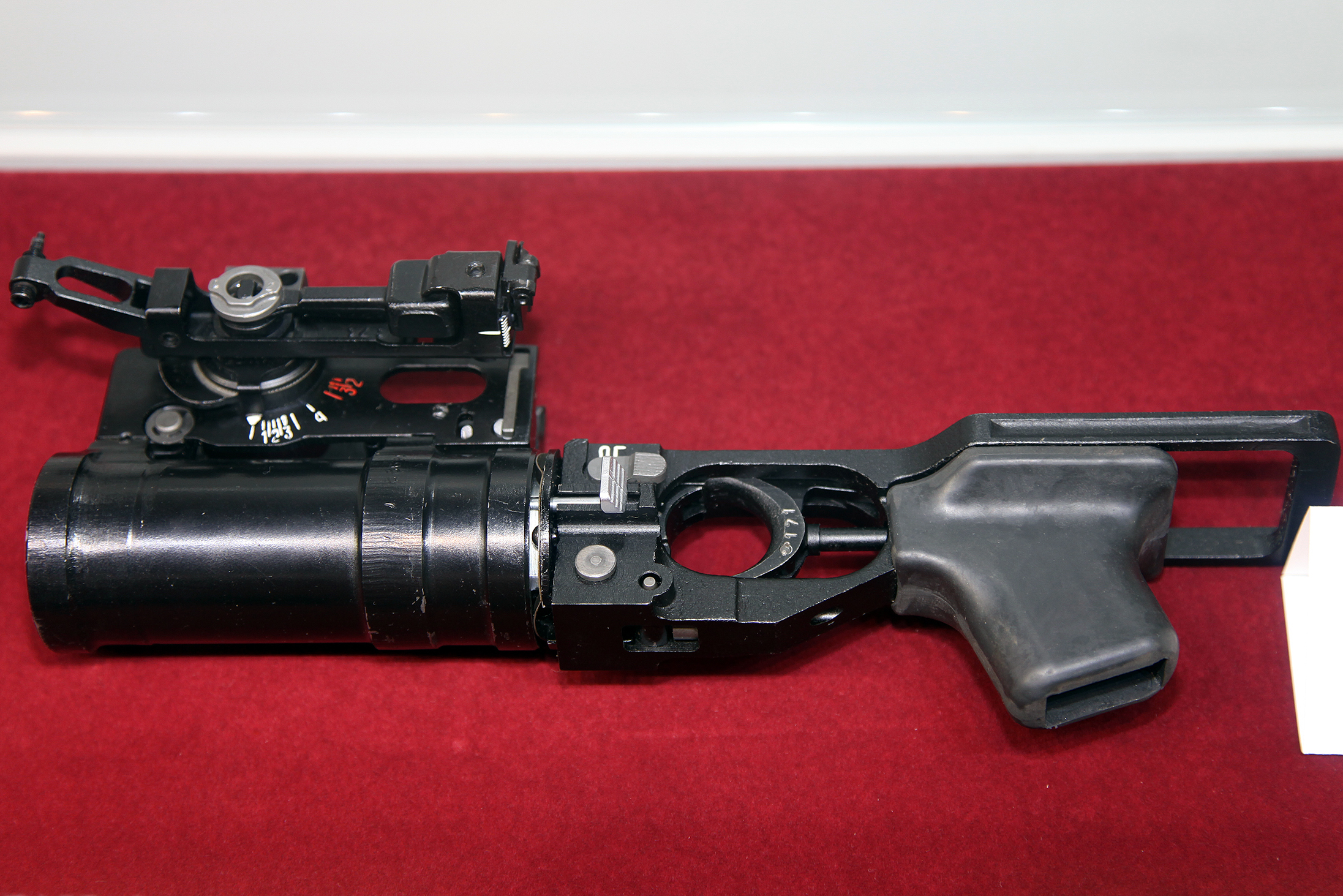
GP-25 no Museu de Armas Estatal de Tula.
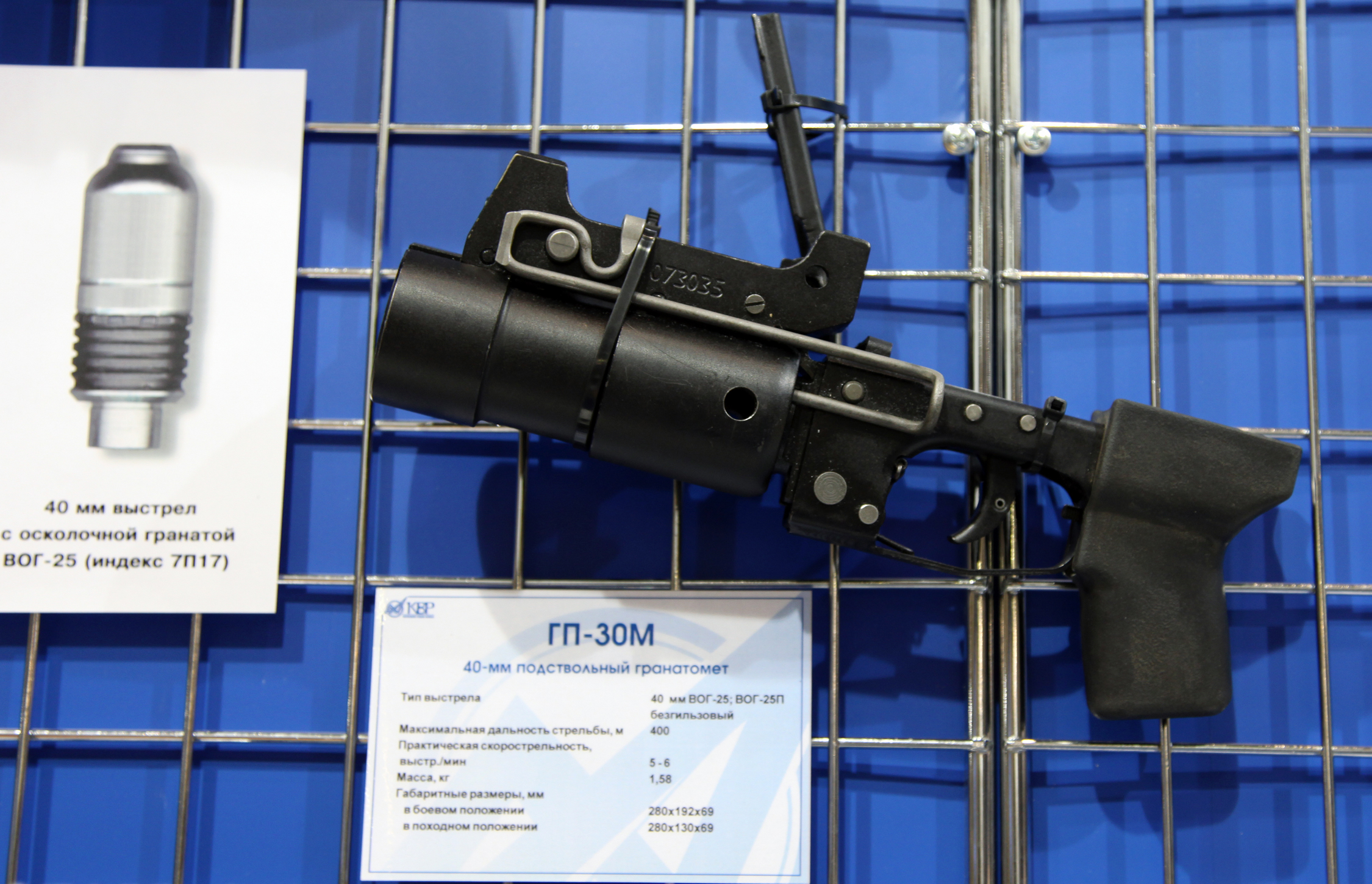
GP-30M na exibição Interpolitex-2012.
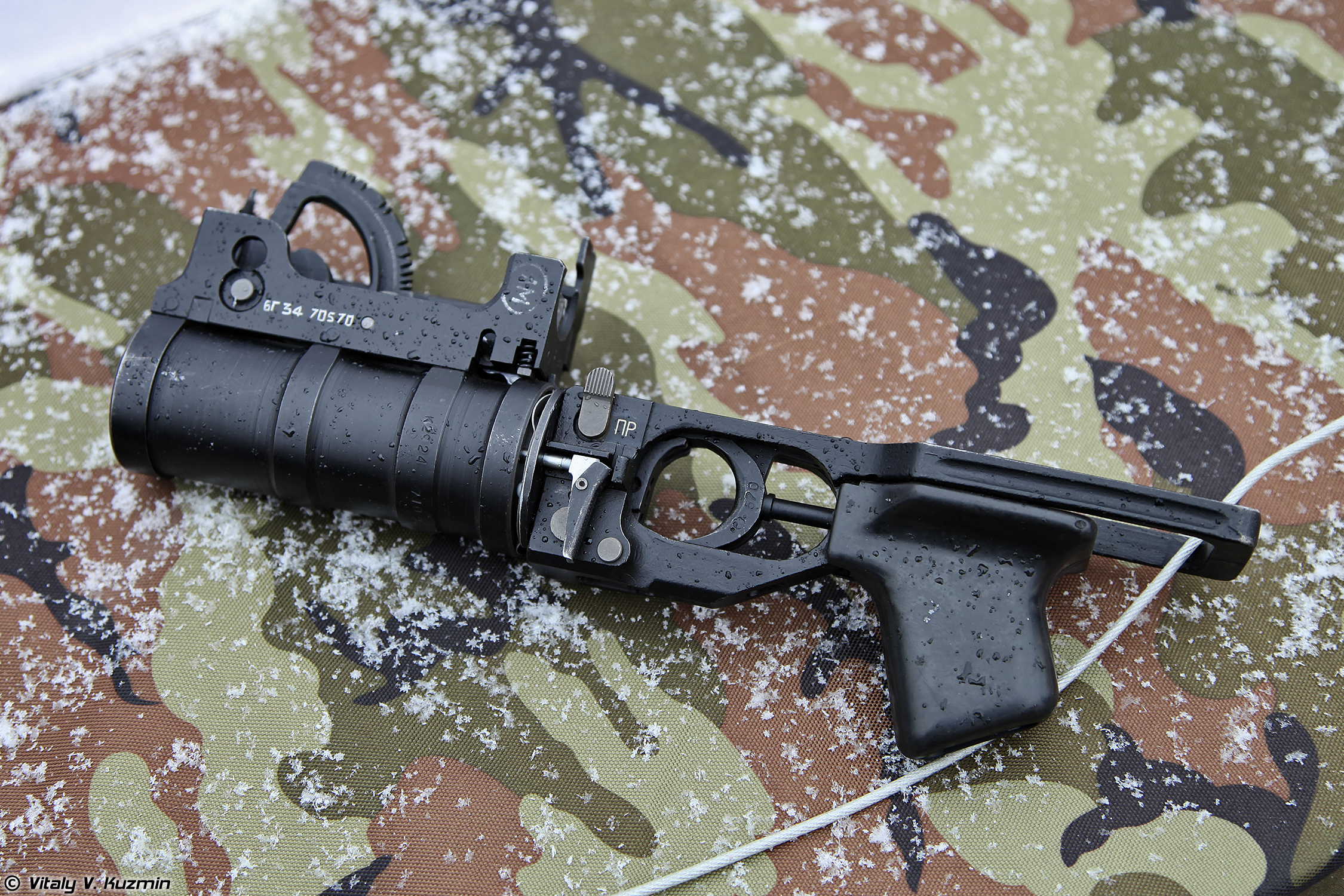
GP-34.

## Utilização
Uma granada é primeiro carregada no cano, a arma é apontada e, em seguida, o gatilho automático é puxado para o disparo. Isso dispara a cápsula de percussão na base da granada que aciona o propelente de nitrocelulose dentro do corpo da granada. O gás quente em expansão do propulsor é forçado através de aberturas na base da granada que a movem ao longo do cano e, ao mesmo tempo, forçam a banda motriz a se encaixar nas doze ranhuras do raiamento. O raiamento confere rotação estabilizadora ao projétil.

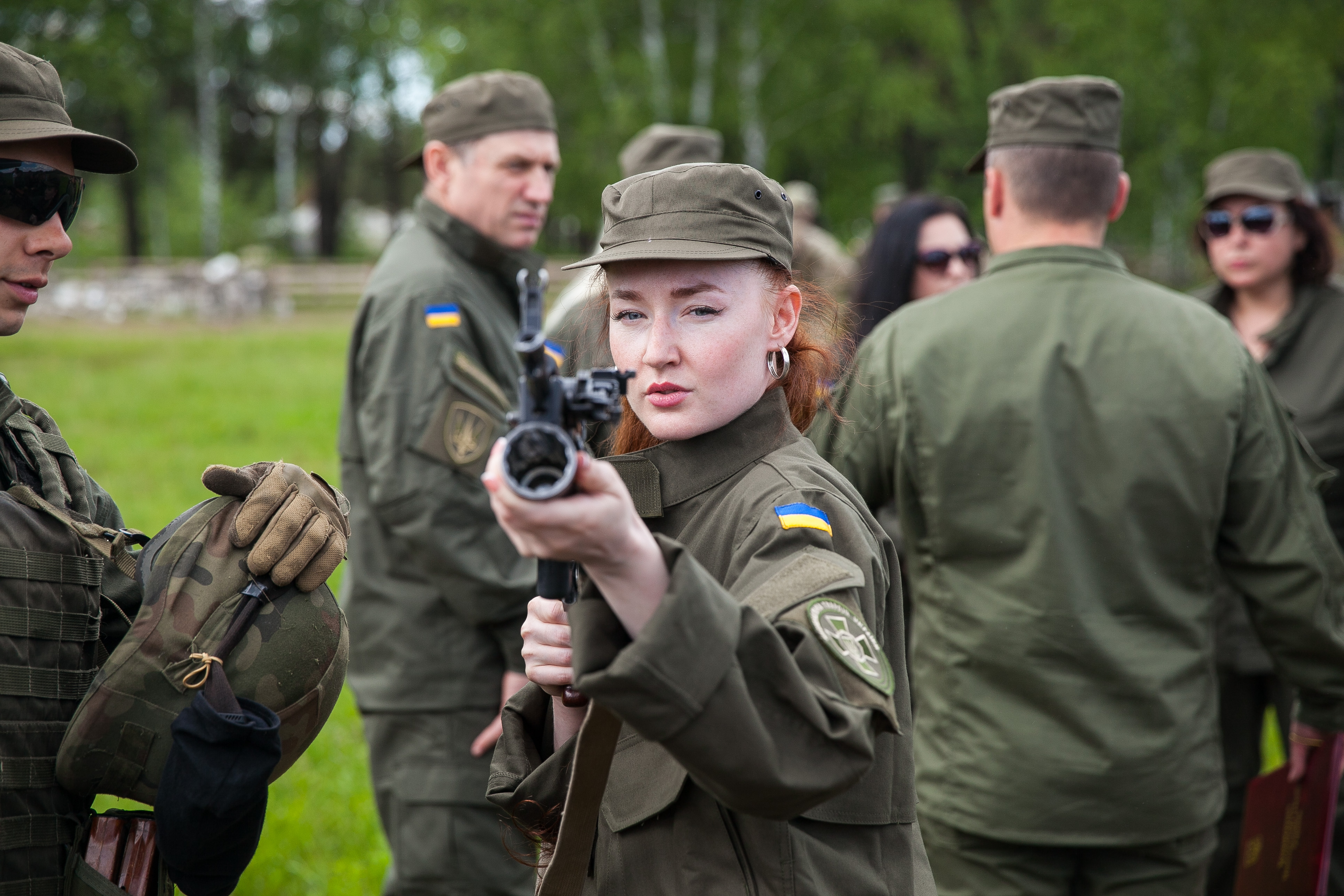
Sistema de visada da mira do GP-25.
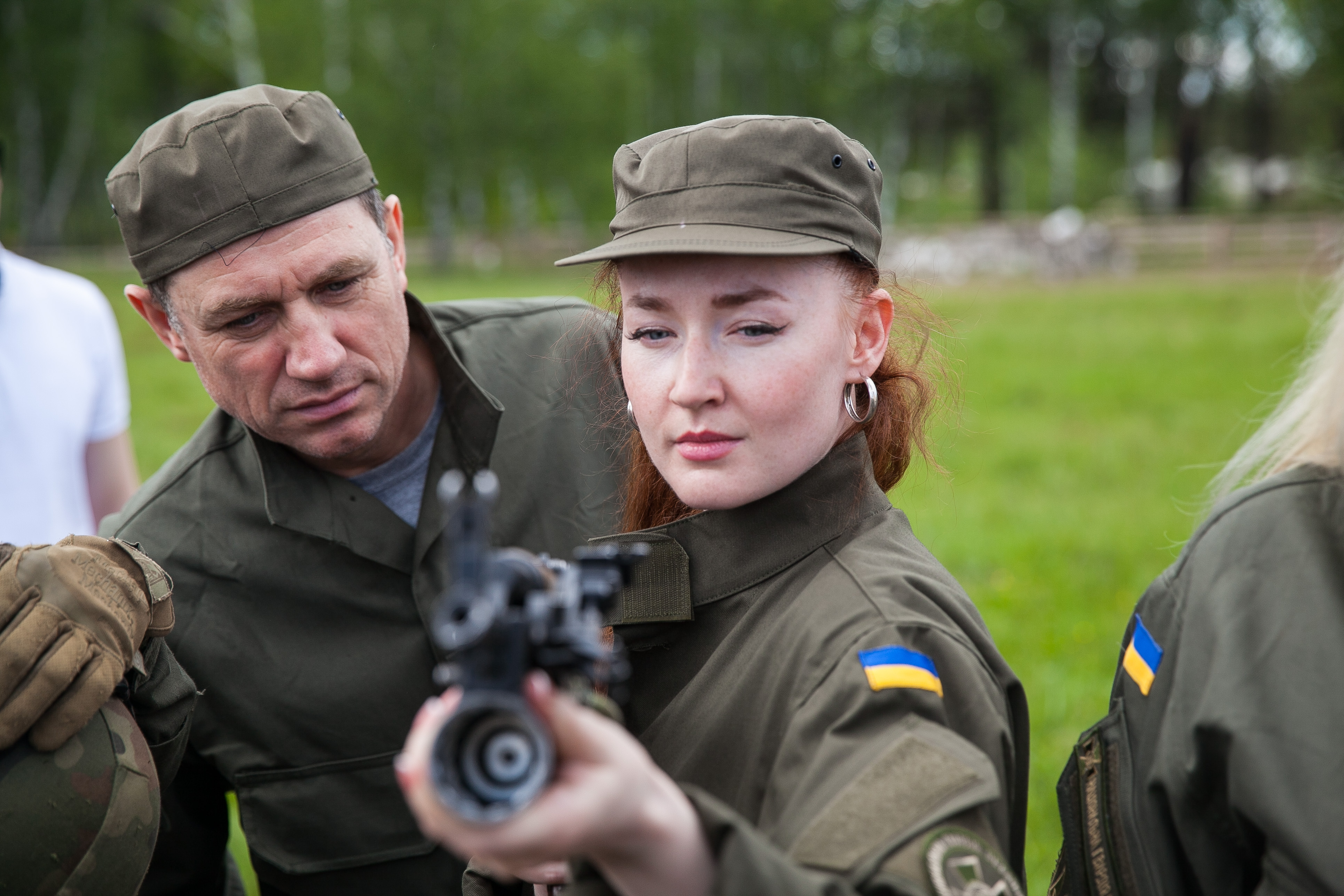
GP-25 visto de frente.
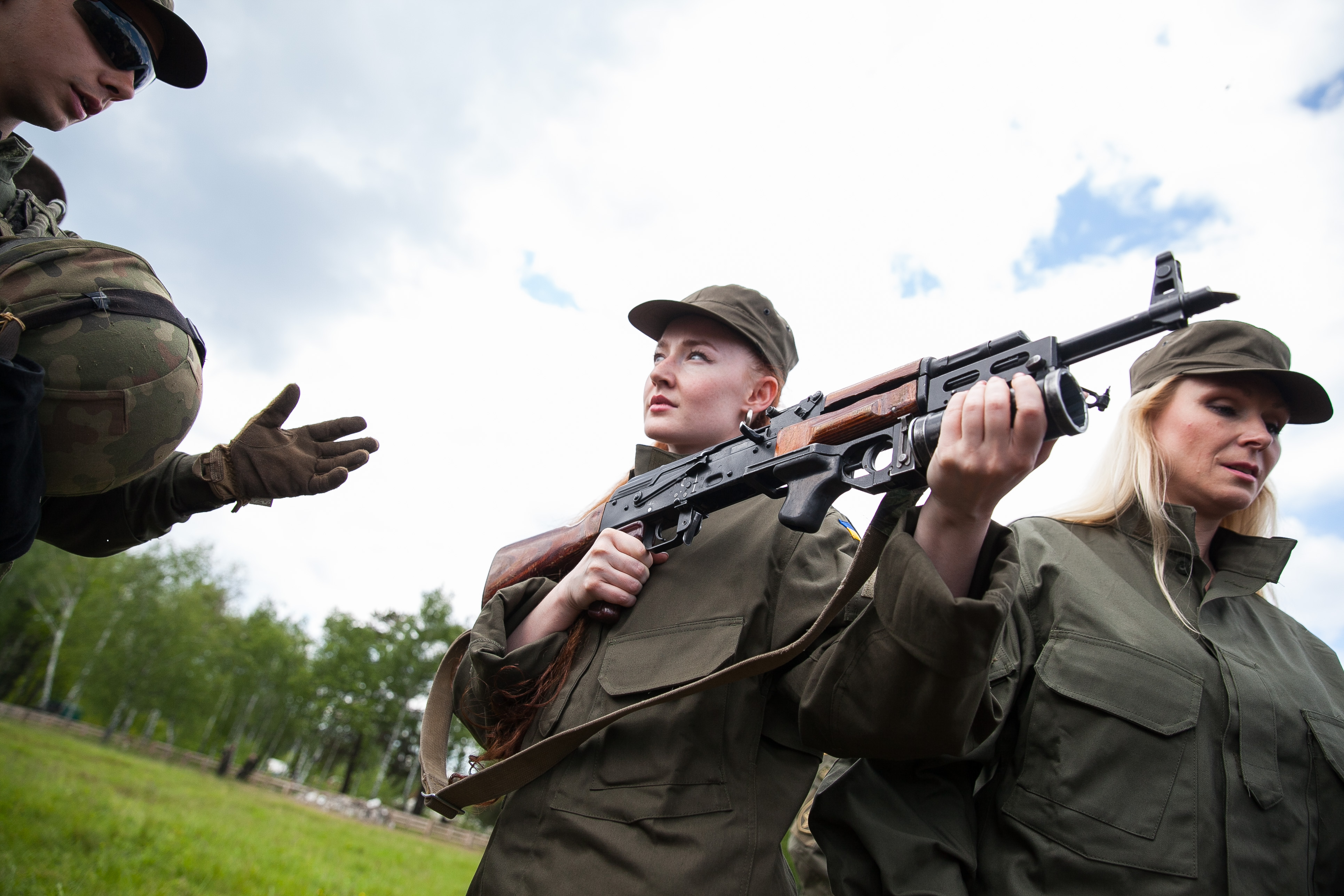
Explicação sobre a utilização do GP-25.

## Munição

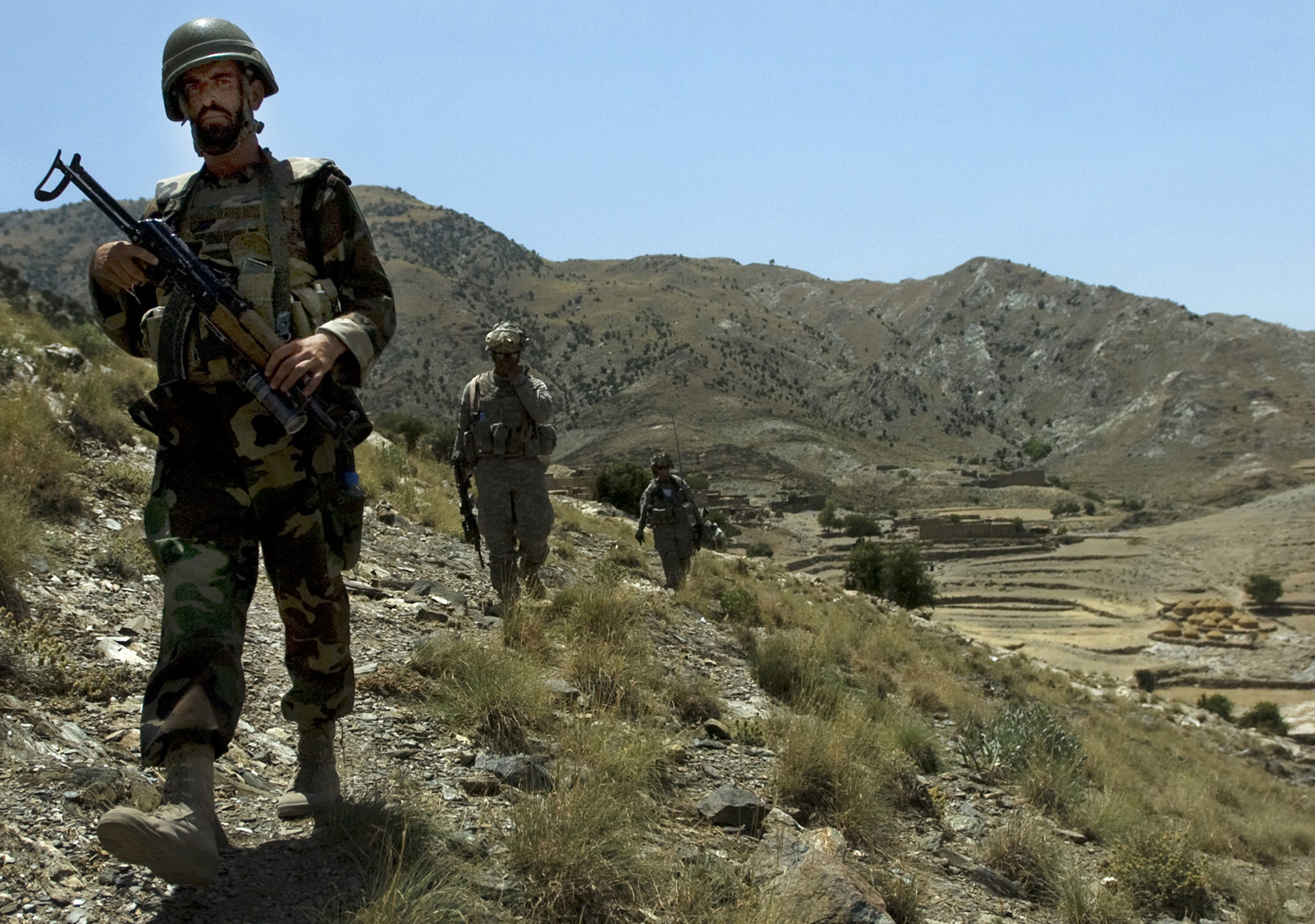
Um soldado do Exército Nacional Afegão armado com um GP-25/30 em patrulha na província de Kunar, distrito de Khas Kunar no Afeganistão, em 1º de julho de 2009.

Os lança-granadas GP disparam as várias granadas de fragmentação altamente explosiva VOG-25 de 40mm, com um alcance total de 400 metros e um alcance útil de 150m. Essas granadas de 40mm russo-soviéticas não são compatíveis com as granadas 40x46mm ocidentais. Originalmente, a granada principal era a granada de fragmentação VOG-15 (7P17), que tem um raio letal de seis metros. As munições para o GP-25, carregado pela boca, consistem em uma única peça contendo propelente e ogiva, ao contrário do desenho mais tradicional de duas peças de estojo e projétil da munição americana comparável de 40x46mm, usada em lança-granadas carregados pela culatra, como o M203.
Uma granada saltitante, a VOG-25P, também está disponível. No impacto, uma pequena carga no nariz da granada é detonada; isso eleva a granada de 50cm a 1,5m no ar, antes que um fusível de retardo de impacto a detone. O VOG-25P também tem um raio letal de seis metros. As munições de nova geração VOG-M e VOG-PM, com uma eficácia aumentada não inferior a 1,5 vezes, estão agora disponíveis em série.
Granadas de fumaça também estão disponíveis. A granada GRD-40 original foi substituída por uma série de granadas projetadas para uso em diferentes alcances. Estas são as GRD-50, GRD-100 e GRD-200 para uso em 50, 100 e 200 metros, respectivamente. Elas são capazes de produzir uma nuvem de fumaça de 20 metros cúbicos que dura um minuto em ventos de até cinco metros por segundo.
Uma granada de gás lacrimogênio chamada Gvozd ("Prego") e uma granada de bastão também estão disponíveis.

### Granadas

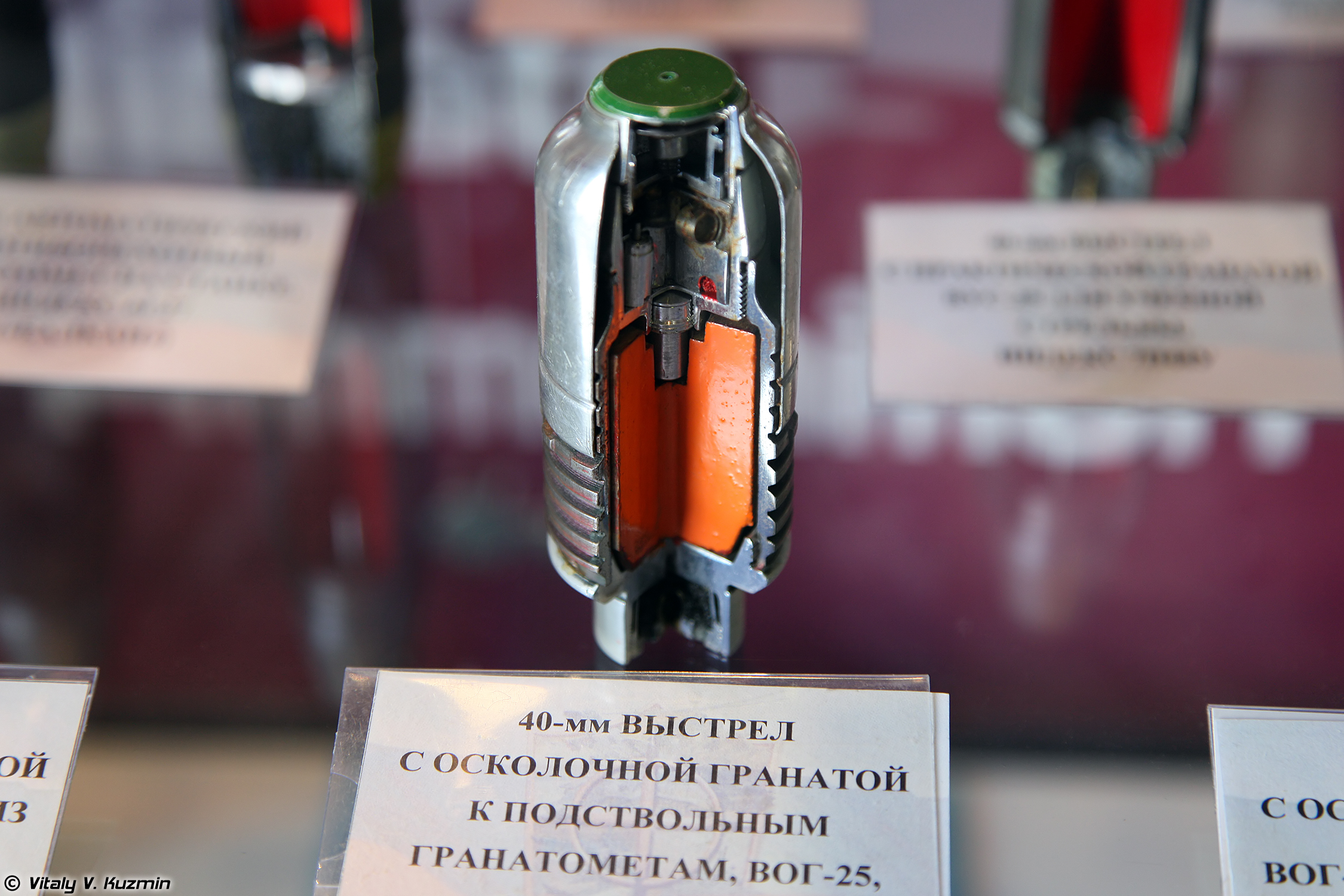
Visão interna da granada VOG-25 (7P17) de 40mm do lança-granadas GP-25.

- Visão interna da granada VOG-25 (7P17) de 40mm do lança-granadas GP-25.Faixa de ativação do fusível: 10–40m
- Tempo de autodestruição do fusível: 14–19s
- Especificações da VOG-25:
  - Peso: 250g
  - Ogiva: 48g de explosivo A-IX-1.
- Especificações da VOG-25P:
  - Peso: 278g
  - Ogiva: 37g de TNT
- Especificações GRD-50/100/200
  - Peso: 265g
  - Ogiva: 90g

## Usuários
- Um grupo de oficiais britânicos participando de um dia de campo soviético no campo HQ WGF, em Zossen-Wuensdorf, na Alemanha, 2010. Aqui, o Coronel Pugachov, comandante do 69º Regimento de Fuzileiros Motorizados de Guardas, está preparando um oficial britânico para disparar o lança-granadas GP-25/30 montado em um AK-74. Afeganistão
- Angola
- Argélia[4]
- Botswana[5]

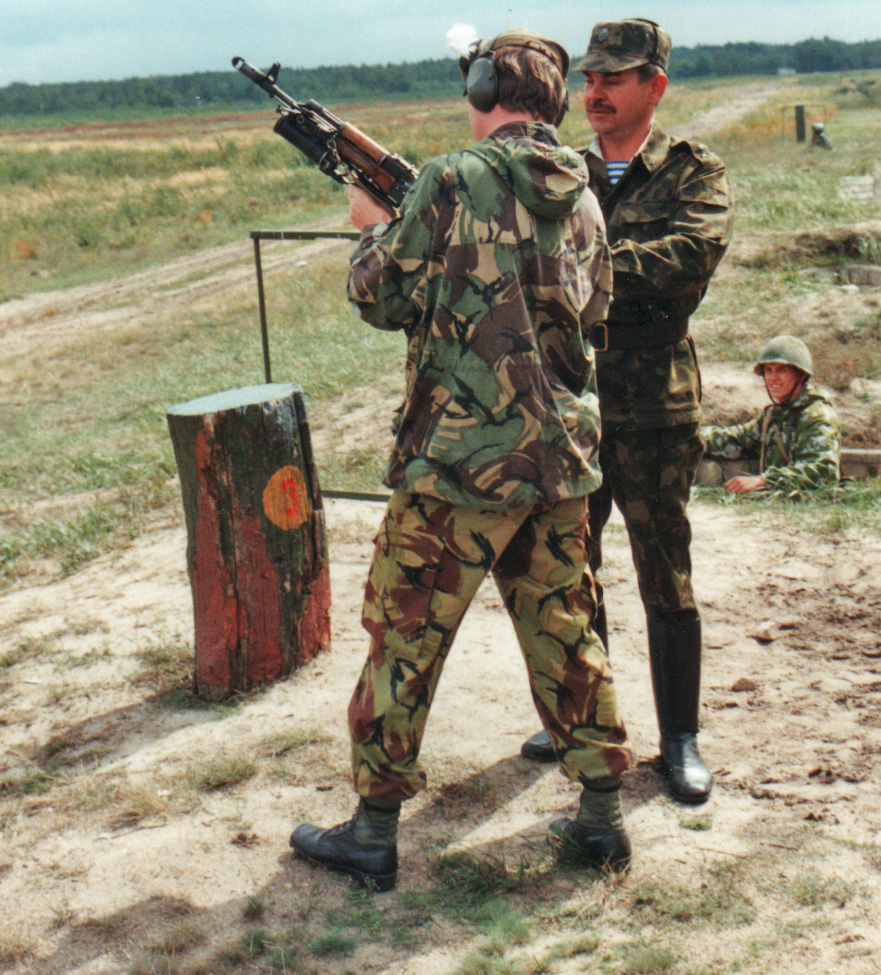
Um grupo de oficiais britânicos participando de um dia de campo soviético no campo HQ WGF, em Zossen-Wuensdorf, na Alemanha, 2010. Aqui, o Coronel Pugachov, comandante do 69º Regimento de Fuzileiros Motorizados de Guardas, está preparando um oficial britânico para disparar o lança-granadas GP-25/30 montado em um AK-74.

- Bulgária: Feito sob licença pelo Arsenal AD como UBGL e UBGL-1.[6][7]
- Burundi[8]
- Congo-Kinshasa
- Chipre
- Geórgia: Feito pela STC Delta.[9]
- Índia[10]
- Indonésia: Corpo de Brigada Móvel[11]
- Irã: Usado pela Guarda Revolucionária Iraniana
- Lituânia: Forças Armadas da Lituânia
- Coreia do Norte[10][12]
- Paquistão
- Rússia[10]
- Sérvia: Fabricado sob licença pela Zastava Arms como PBG-40mm e PBG-40mm M70.[13][14]
- Macedônia do Norte
- Síria: Usa ambos os GP-25 e GP-30M.[15][16]
- Ucrânia[10]
- Uruguai[4]
- Vietnã[4]